# Niğde (provins)

Karta över Turkiet med Niğde markerat.

Niğde är en provins i Turkiet. Den hade 348 081 invånare år 2000 och en areal på 7318 km². Provinshuvudstad är Niğde.
Föregångaren till Niğde nämns första gången i skrift på 700-talet f.Kr. som Nahitiia skrivet med luviska hieroglyfer. Hieroglyferna finns på en stenplatta som upptäcktes i den närbelägna byn Andaval, de nedtecknades för en neo-hettitisk härskare över området.